# Realo (bedrijf)
Realo is een omstreden platform voor vastgoedgegevens, opgericht in 2014. Het hoofdkantoor is gevestigd in Gent. Het bedrijf maakt marktanalyses en waardebepalingen voor onroerende goederen. Het platform richt zich op het verstrekken van gegevens om kopers, verkopers en vastgoedprofessionals te ondersteunen met zaken als vastgoedlijsten, marktanalyse en waardebeoordeling.

## Geschiedenis
De oprichters van Realo gingen in 2015 een samenwerking aan met DPG Media, maar kochten naderhand de aandelen van DPG Media terug om zich volledig te focussen op vastgoeddata.
In 2015 raakte de site in opspraak wegens het vrijgeven van privacygevoelige informatie in zoekresultaten.
In januari 2024 werd het bedrijf overgenomen door Immoweb, waardoor het onderdeel werd van de Duitse mediagroep Axel Springer SE. Er zijn geen details over de overnamedeal bekendgemaakt..